# شوشانا توماسیان
شوشانا ساقاتلی توماسیان (ارمنی: Շուշաննա Սաղաթելի Թովմասյան؛ انگلیسی: Shushanna Tovmasyan؛ ۱۴ نوامبر ۱۹۹۲) یک بازیگر و مجری اهل ارمنستان است. وی از سال میلادی تاکنون مشغول فعالیت بوده‌است.

## زندگی‌نامه
وی در ۱۴ نوامبر ۱۹۹۲ در تساغکادزور به دنیا آمد و از تئاتر دولتی آوازی ارمنستان، دانشگاه دولتی علوم پرورشی خاچاطور آبوویان ارمنستان (۲۰۱۰) و انستیتو دولتی سینما و تئاتر ایروان  (۲۰۱۲) فارغ‌التحصیل شد. 